# Sibiraea laevigata
Sibiraea laevigata är en rosväxtart som först beskrevs av Carl von Linné, och fick sitt nu gällande namn av Carl Maximowicz. Sibiraea laevigata ingår i släktet Sibiraea och familjen rosväxter. IUCN kategoriserar arten globalt som otillräckligt studerad. Inga underarter finns listade i Catalogue of Life.

## Bildgalleri

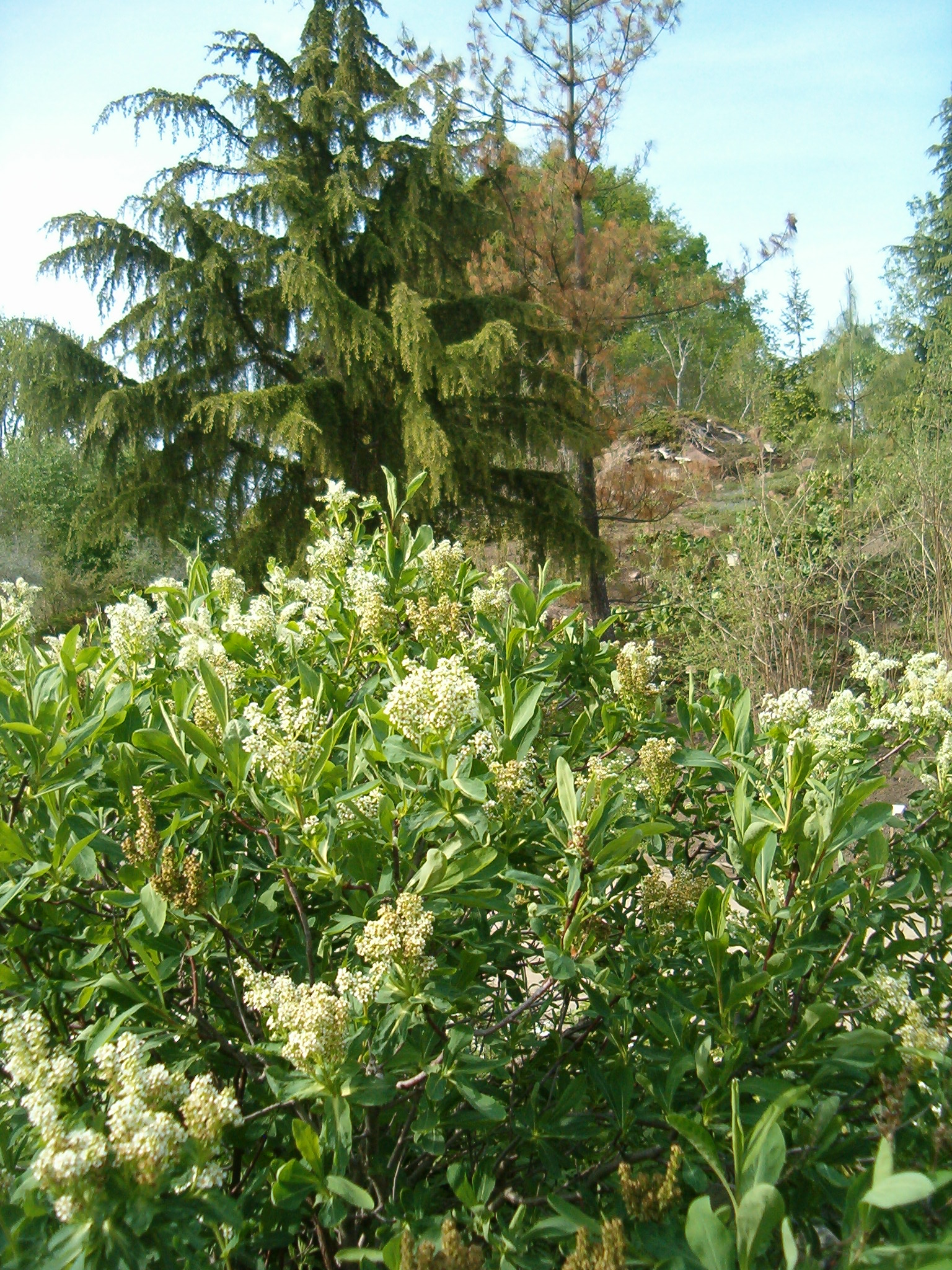
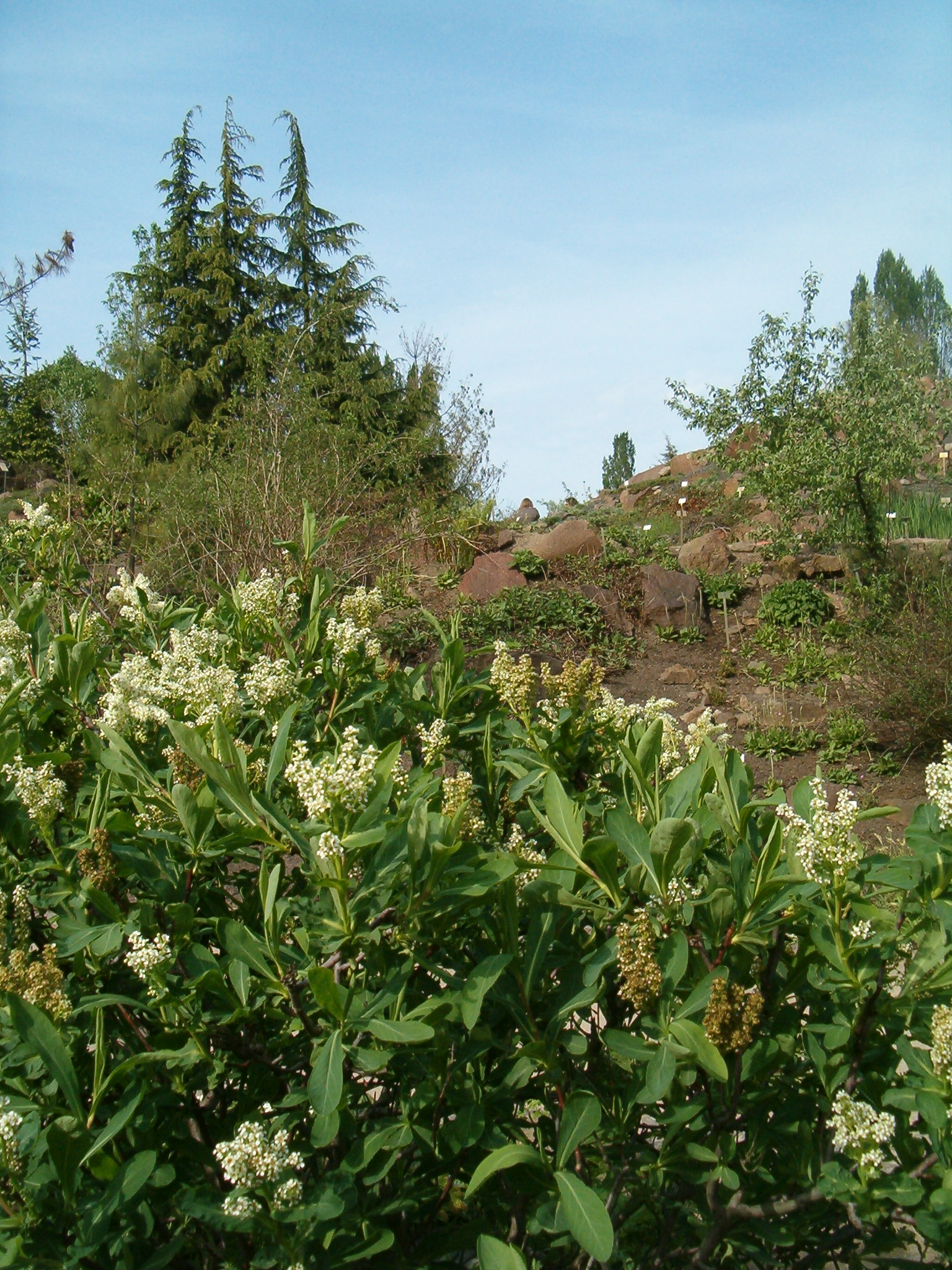
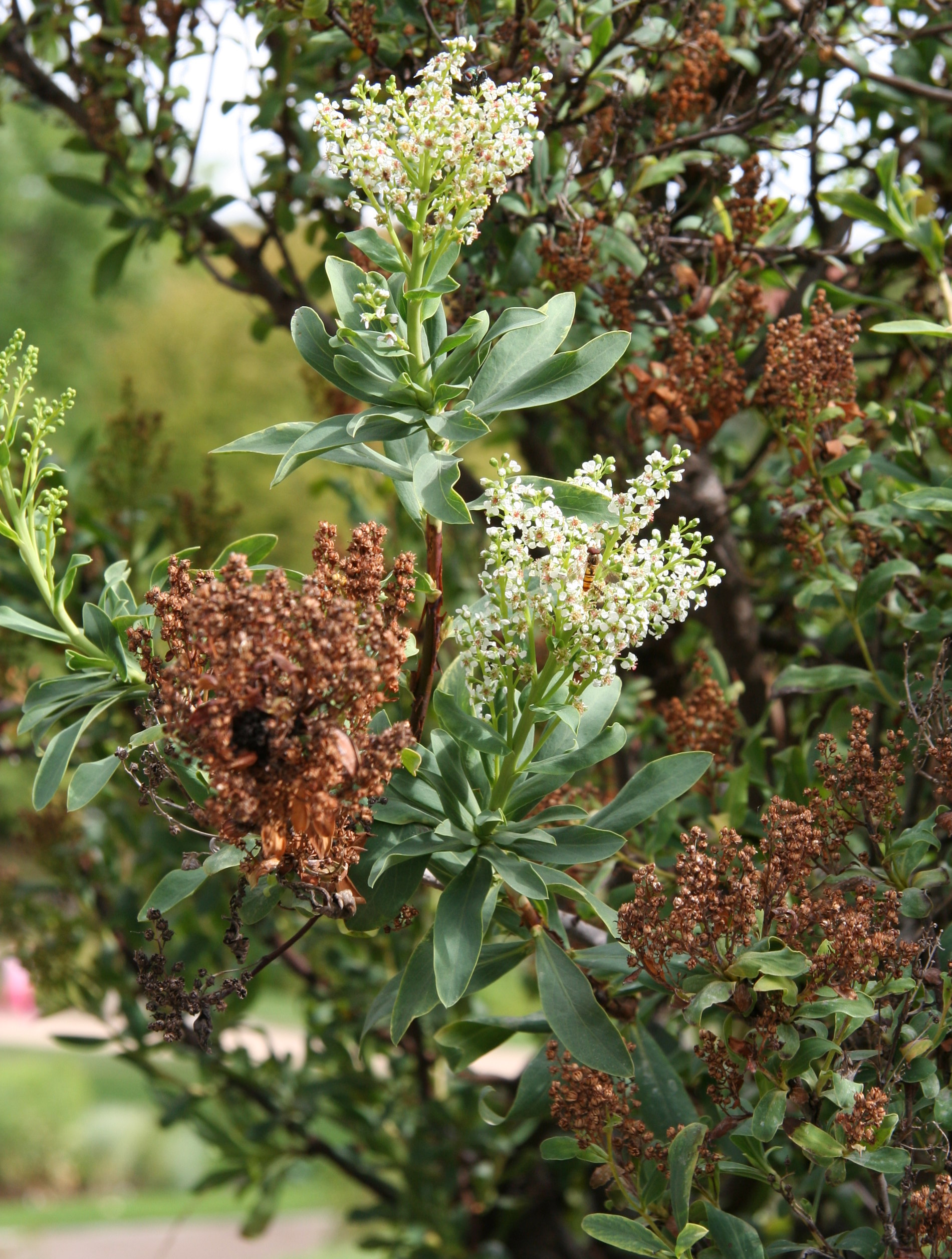
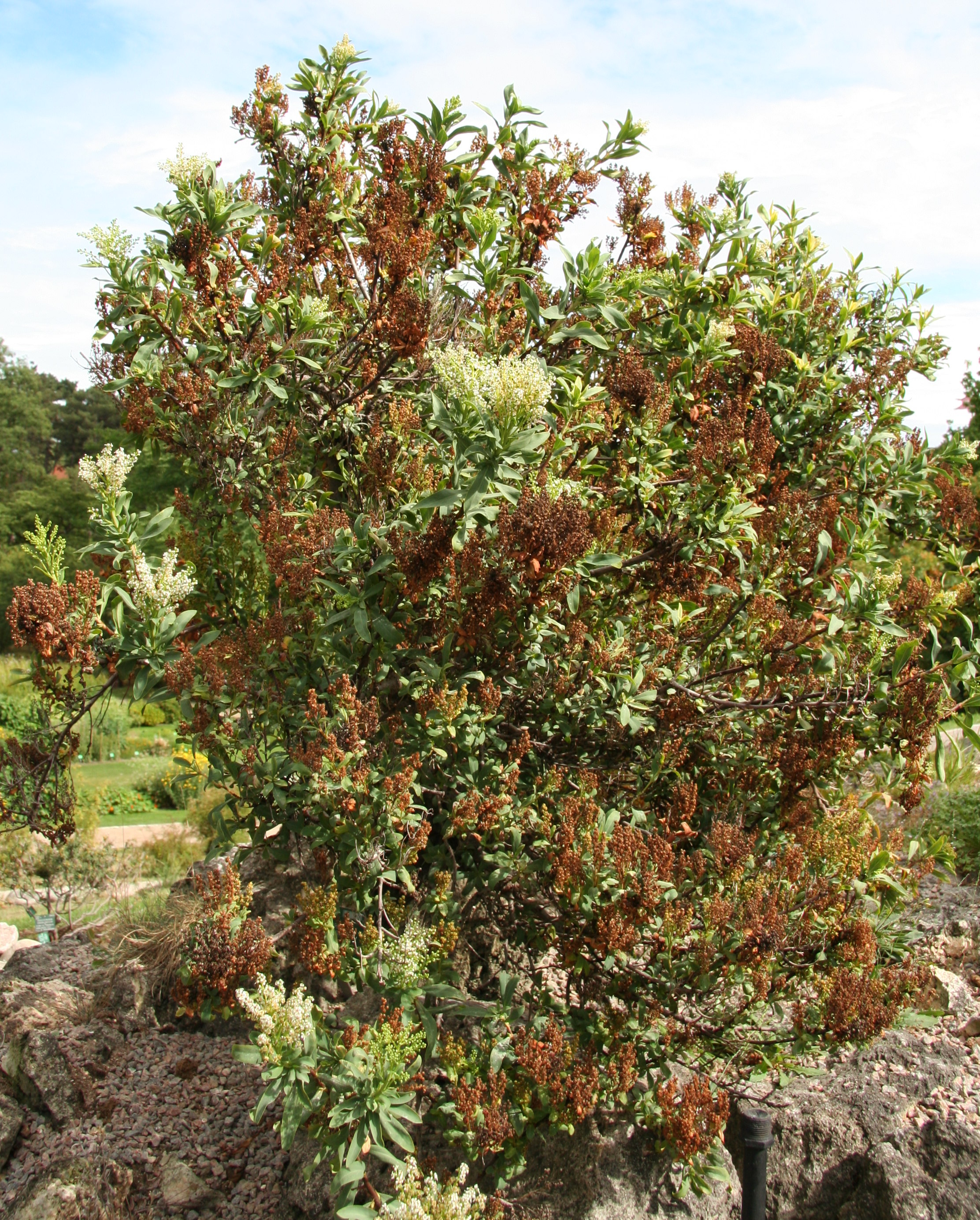